# Dumalneg
Dumalneg is een gemeente in de Filipijnse provincie Ilocos Norte op het eiland Luzon. Bij de laatste census in 2010 telde de gemeente bijna tweeduizend inwoners.

## Geografie

### Bestuurlijke indeling
Dumalneg bestaat uit 1 barangay

## Demografie
Dumalneg had bij de census van 2010 een inwoneraantal van 1.814 mensen. Dit waren 98 mensen (5,7%) meer dan bij de vorige census van 2007. Ten opzichte van de census van 2000 was het aantal inwoners gegroeid met 328 mensen (22,1%). De gemiddelde jaarlijkse groei in die periode kwam daarmee uit op 2,01%, hetgeen hoger was dan het landelijk jaarlijks gemiddelde over deze periode (1,90%).

De bevolkingsdichtheid van Dumalneg was ten tijde van de laatste census, met 1.814 inwoners op 88,48 km², 20,5 mensen per km².